# 김정민 (1989년)
김정민(1989년 1월 11일 ~ )은 대한민국의 배우이다.

## 경력
2003년 광고 모델로 첫 데뷔하였고 같은 해 2003년 KBS 청소년 성장드라마 《반올림》으로 데뷔하였다. 현재 연기, 예능, DJ 등 다방면에서 활동하고 있다.

## 활동

### 드라마
- 2003년 KBS 《성장드라마 반올림》 - 박세리 역
- 2005년 KBS 《641 가족》 - 차분희 역
- 2006년 MBC 《오버 더 레인보우》 - 연습생 역
- 2006년 SBS 《사랑과 야망》 - 박수경 역
- 2007년 SBS 《외과의사 봉달희》 - 봉미희 역
- 2007년 MBC 《내 곁에 있어》 - 민지애 역
- 2007년 SBS 《왕과 나》 - 버들이 역
- 2009년 OCN 《조선추리활극 정약용》 5화 '비밀의 방' - 기생 홍연 역
- 2010년 온게임넷 《스타 N 스타》 - 윤사라 역
- 2010년 MBC DRAMA 리얼 버라이어티 드라마 《스키니 - K양의 사생활》 - 순진녀 역
- 2011년 MBC 《심야병원》 - 보람의 이모 역 (1회, 특별출연)
- 2012년 tvN 《닥치고 꽃미남 밴드》 - 방우경 역
- 2012년 MBC 《아이두 아이두》 - 조은성의 맞선녀 역 (15회, 특별출연)
- 2014년 tvN 《연애 말고 결혼》 - 성형중독 악성블로거 역 (12회, 특별출연)
- 2015년 O'live 《유미의 방》 (3회 특별출연)

### 시트콤
- 2005년 MBC 《안녕, 프란체스카 시즌 2》 <살고 있는 그들> (특별출연)
- 2008년 MBC 《크크섬의 비밀》 - 김정민 역
- 2009년 tvN 《세 남자》 - 김정민 역

### 예능

#### 2007년
- MBC TV 《황금어장》 - 고정멤버

#### 2008년
- MBC 에브리원 《만리장성 - 하룻밤의 연애》 - MC
- SBS 《연애시대》
- SBS 《동안선발대회》

#### 2009년
- tvN 《재밌는 TV 롤러코스터》

〈불친절한 가족〉
〈루저전〉 - 옆집 아가씨 역
〈만약에 극장〉
- QTV 《연애반란》 - MC
- QTV 《순위 정하는 여자》 - 고정패널
- 온스타일 《스타일 웨이브》 - MC
- SBS TV 《스타주니어쇼 붕어빵》
- MBC 에브리원 《식신원정대》

#### 2010년
- MBC 에브리원 《가족이 필요해 시즌4》 - 고정멤버, 1남 2녀의 둘째 역
- KBS 《세대공감 토요일》 - 고정게스트
- tvN 《신의 밥상》 - 고정패널
- KBS 조이 《쿠킹올림픽 고추장》 - MC
- Mnet 《M-Rookies : 이 달의 루키》 - MC
- KBS 조이 《커플쇼! 결혼해도 될까요?》 - MC
- 온스타일 《겟 잇 뷰티 시즌4》 - 보조 MC
- KBS 《설특집 빅스타 X파일》

#### 2011년
- MBC TV 《가족 버라이어티 꽃다발》 - 고정패널
- KBS2 《스펀지 ZERO》 - 고정패널
- KBS 조이 《커플매칭쇼 선택일치》 - MC
- JTBC 《신동엽 김병만의 개구쟁이》 - 고정멤버

〈후크산장〉
- KBS 《두 남자의 수상한 쇼 野童》 - 패널
- KBS 《추석특집 신통방통 독서 퀴즈왕》

#### 2012년
- MBN 《기막힌 동물원 - 기막힌 동거 1기》
- 채널A 《스토리텔링 매직쇼》 - 고정출연
- 온스타일 《겟 잇 뷰티 2012》 - 보조 MC
- tvN 《롤러코스터2 - 총 맞은 것처럼》
- MBC TV 《주얼리 하우스》
- 온스타일 《겟 잇 뷰티 옴므》
- 코미디TV 《100억의 비밀》
- JTBC 《신의 한 수》

#### 2013년
- MBC every1 《누구세요》
- e채널 《용감한 기자들》 - 고정출연

#### 2014년
- KBS W 《예언자》
- JTBC 《여우비행 인 뉴욕》

#### 2015년
- On Style 《겟 잇 뷰티 2015》
- 채널CGV 《무비 스토커》
- MBC TV 《마이 리틀 텔레비전》
- MBC 《미스터리 음악쇼 복면가왕》 - 게스트 패널

#### 2016년
- KBS2 《1 대 100》 - 게스트

#### 2017년
- iHQ 《신상 터는 녀석들》 - MC

#### 2018년
- TV조선 《연애의 맛》 - 패널

### 라디오
- 2005년 경기방송 《한밤나라》 진행

### 음반
- 2009년 미니앨범 1집 《Innocence》
- 2010년 온게임넷 드라마 스타 N 스타 'Only You (Drama Ver)'

### 뮤직비디오
- 2006년 현영 디지털 싱글 '차차차' 출연
- 2009년 미니앨범 1집 《Innocence》 '넌 아냐 (Rap 염따)' 출연

### 광고
- 매일유업 썬업 아삭아삭 CF 모델
- 농심 양파링 CF 모델
- 비상교육 '완자' 지면 광고 모델
- 아이디병원 광고 모델

### 화보
- 2009년 스타화보 촬영

### 홍보대사
- 2010년 제10회 대한민국 청소년 영화제 홍보대사
- 2014년 제1회 아울러 사람도서관 홍보대사